# Little Paulie Germani
Paul 'Little Paulie' Germani fiktivni je lik iz HBO-ove televizijske serije Obitelj Soprano kojeg je glumio Carl Capotorto.
Little Paulie Germani je nećak podšefa obitelji Soprano Paulieja Gualtierija. Germani je član ekipe Moltisanti. Nakon što je njegov ujak uhićen i pritvoren zbog optužbe za nelegalno posjedovanje oružja, Germani je bio njegov doušnik u New Jerseyju. On je odgovoran za ponavljanje šale koju je Ralph Cifaretto podijelio sa svojom ekipom o tome kako je Ginny Sack "skinula madež od 45 kila s guzice". Nakon što je stariji Paulie rekao Johnnyju Sacku kako je pokušao dati ubiti Ralphieja, Germani je ujaku prosljeđivao i informacije o poslu Tonyja Soprana proslijeđenog Johnnyju Sacku, što je izazvalo probleme za Tonyja. Germani je pomogao održati ujakove interese u New Jerseyju sudjelujući na sastanku na kojem je ekipi Gualtieri dodijeljeno nekoliko poslova na kojima se ne treba pojavljivati ili raditi - Germani je dobio tesarski posao na gradilištu Esplanade bez obveze rada.
Germani je kasnije zadužen za vandaliziranje restorana Carminea Lupertazzija kad su se Tony i Carmine posvađali oko prijevare Američkog ureda za građenje i urbani razvoj.
Germani se redovito družio s Christopherom Moltisantijem i po potrebi ga pratio prilikom utjerivanja dugova. Međutim, baš ga je Christopher teško ozlijedio nakon svađe s njegovim ujakom, bacivši ga kroz prozor. Na kraju serije se počeo oporavljati te se prerušio u policajca u potrazi za Philom Leotardom.

## Vanjske poveznice
- Profil "Little" Paulieja Germanija na hbo.com
- Little Paulie Germani u internetskoj bazi filmova IMDb-u